# 洛萨尔
洛萨尔（Losal），是印度拉贾斯坦邦Sikar县的一个城镇。总人口25355（2001年）。

## 人口
该地2001年总人口25355人，其中男性12750人，女性12605人；0—6岁人口4727人，其中男2509人，女2218人；识字率55.87%，其中男性为67.81%，女性为43.78%。